# Psathyrella multipedata
Psathyrella multipedata (Peck) A.H. Sm., Contr. Univ. Mich. Herb. 5: 33 (1941)

## Descrizione della specie
Cappello
Conico-convesso, bruno-cretaceo, poi giallastro o crema, striato.
Lamelle
Fitte, color bruno-porpora o cannella, poi nere.
Gambo
Biancastro, sottile, vuoto.
Carne
Insignificante, biancastra.
Odore e sapore: non significativi.
Spore
Ellittiche, bruno-scure in massa.
Habitat
Fruttifica in estate, cespitoso, lungo i sentieri dei parchi e dei boschi.

## Commestibilità
Senza valore, non commestibile.

## Etimologia
Multipedata per i molteplici gambi riuniti fra loro. Infatti, cresce in cespi molto fitti di oltre 70 individui, con base comune, cioè uniti per i gambi.

## Sinonimi e binomi obsoleti
- Astylospora multipedata (Peck) Murrill, (1922)
- Drosophila multipedata (Peck) Kühner & Romagn., Fl. Analyt. Champ. Supér. (Paris): 360 (1953)
- Psathyra multipedata Peck, Bull. Torrey bot. Club 32: 77-81 (1905)
- Psathyra stipatissima J.E. Lange, Dansk bot. Ark. 9(1): 11 (1936)